# Cadarena pudoraria
Cadarena pudoraria là một loài bướm đêm trong họ Crambidae.